# S-Video
| Historie výroby | Historie výroby |
| --------------- | --------------- |
| Navrženo        | 1987            |

| Základní specifikace                  | Základní specifikace |
| ------------------------------------- | -------------------- |
| Připojitelné za chodu (plug and play) | ano                  |
| Vnější port                           | ano                  |
| Podporované signály                   | NTSC, PAL, SECAM     |
| Počet pinů                            | 4, 7 nebo 9          |
| Použitý konektor                      | Mini DIN             |

| konektor samice | konektor samice | konektor samice |
| --------------- | --------------- | --------------- |
| Pin 1           | GND             | zem kanálu Y    |
| Pin 2           | GND             | zem kanálu C    |
| Pin 3           | Y               | jasový kanál    |
| Pin 4           | C               | barevný kanál   |

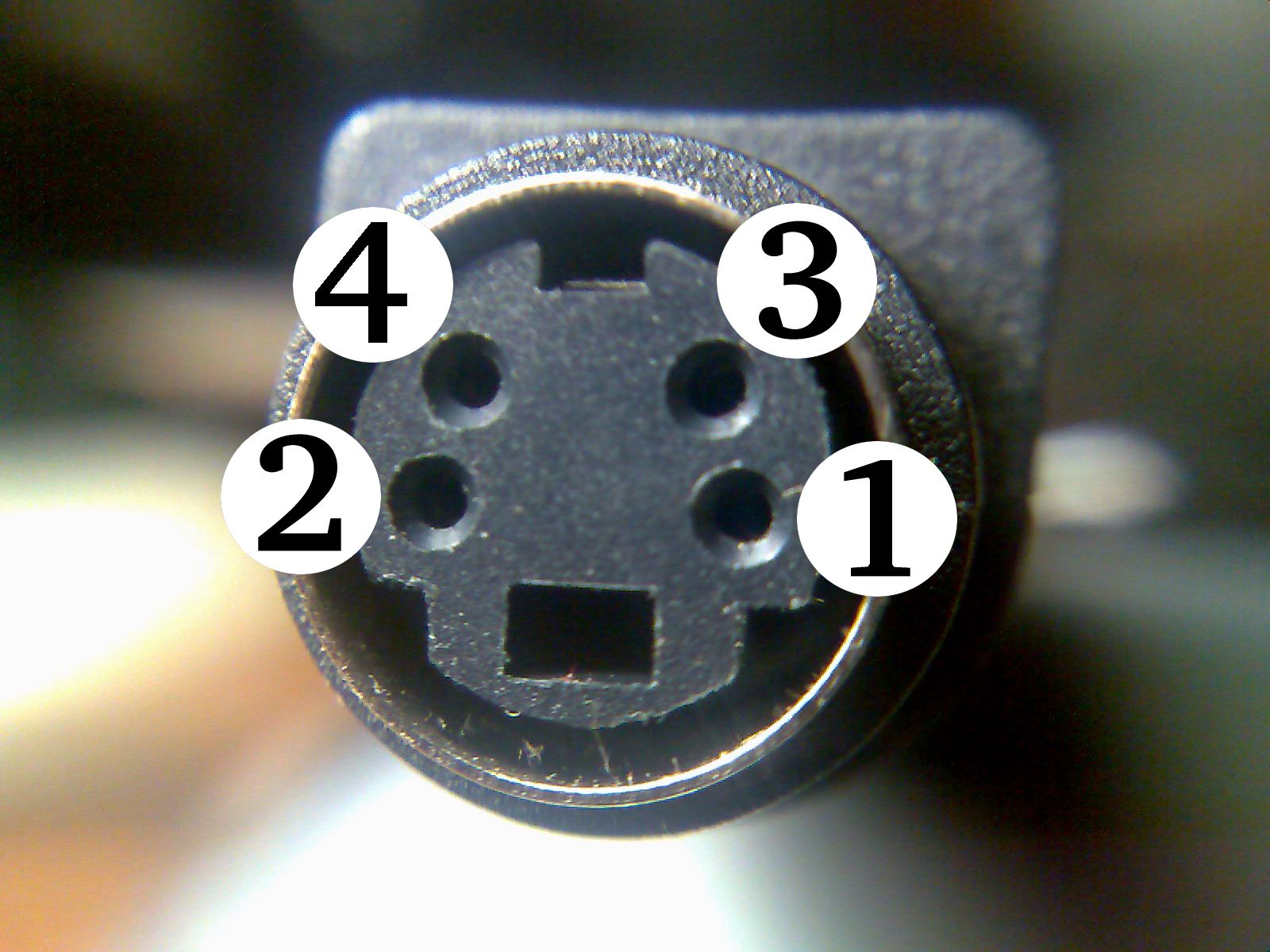
Standardní 4kolíkový konektor kabelu S-Video. Každý kanál má svoji vlastní zem.
Bužírky jednotlivých vodičů by měly být vzájemně spojeny a odstíněny. U levnějších kabelů však často stínění chybí, což může způsobit degradaci obrazu.

S-Video (Separate Video – oddělené zobrazení, též Y/C) je přenosový standard pro SDTV. Oddělením jasového a barevného kanálu dosahuje lepší kvality než kompozitní video, ale má menší barevnou škálu než komponentní video (někdy též RGB či YPbPr).

## Vznik S-Videa
Signály standardní analogové televize procházejí několika kroky zpracování, z nichž každý snižuje kvalitu výsledného obrazu.
Obraz je v základu zaznamenán jako RGB a dále zpracováván jako tři samostatné signály YPbPr. První z těchto signálů zvaný Y je vytvořen ze všech tří původních signálů díky procesu, který sbírá celkový jas obrazu neboli luma. Tento signál je shodný s původním černobílým televizním signálem a metoda kódování Y/C zajišťuje zpětnou kompatibilitu. Jakmile je signál Y vytvořen, odebere se od modrého signálu tak, aby produkoval Pb, a z červeného Pr. Pro obnovení původního RGB zobrazení se signály smíchají s Y, čímž vznikne původní modrá a červená složka, a následně se do jejich součtu ještě přičte Y, čímž získáte zelenou složku.
Produkce třísložkového signálu je složitější než původní trojitý RGB signál, takže je nutné další zpracování. Prvním krokem je kombinovat Pb a Pr tak, aby vytvořily signál C pro chrominanci. Fáze a amplituda signálu představují dva původní signály. Tento signál je pak omezen šířkou pásma, aby vyhovoval požadavkům pro přenos. Výsledné signály Y a C se smíchají dohromady a vytvářejí kompozitní video. Pro projekci kompozitního videa musí být signály Y a C odděleny, což se neobejde bez obrazových artefaktů.
Každým z těchto kroků podléhá signál nevyhnutelné ztrátě kvality. Aby se zachovala co nejvyšší kvalita výsledného obrazu, je nutné odstranit co nejvíce kódovacích a dekódovacích kroků. S řešením tohoto problému přichází S-Video. To na rozdíl od kompozitního videa nemíchá signály C a Y.

## Signál
Kabel S-video přenáší video pomocí synchronizovaných Y a C signálů, z nichž každý má vlastní zem.
Y je signál luma, který nese jas (ten je zároveň černobílým obrazem), včetně synchronizačních impulzů.
C je signál chroma, který nese barvy. Obsahuje saturaci i odstín videa.
Jasový signál nese impulsy horizontální a vertikální synchronizace stejným způsobem jako kompozitní video signál. Tento signál nese jas po gamma korekci, proto je nazýván „Y“ kvůli podobnosti s malým řeckým písmenem gamma.
V kompozitním videu jsou signály odděleny použitím frekvenčního multiplexu. Aby to bylo možné, musí být snížena frekvence jasového signálu, což má za výsledek nižší kvalitu obrazu. Jelikož S-Video přenáší dva samostatné signály, k této deformaci u něj nedochází, ale barevný kanál stále nedosahuje kvality komponentního videosignálu.
Ve srovnání s komponentním videem, které nese stejný jasový signál, ale odděluje barevné kanály, je rozlišení barev S-Videa omezeno modulací na přenosové frekvenci 3,57 až 4,43 MHz. Na videorekordérech standardu VHS a Betamax to ale neznamená žádnou změnu, protože barevný kanál je zde omezen použitou technologií. Přenos barvy jako jednoho signálu znamená, že barva musí být nějakým způsobem zakódována, obvykle normou NTSC, PAL nebo SECAM, v závislosti na místním standardu.
Krom toho má S-Video nízké barevné rozlišení. Rozlišení NTSC S-Videa u DVD kodeku Rec. 601 je obvykle 120 linek vodorovně (bez okraje cca 160) a 250 linek svisle, u VCR pak pouze 30 linek vodorovně.

## Použití

převodník S-videa na kompozitní video

Ve většině evropských zemí nad S-Videem dominuje SCART. Je možné, že z přehrávače vystupuje S-Video přes SCART, ale SCART je k televizi připojen pouze v minimálním propojení. V takovém případě televize zobrazí pouze černobílý obraz. V takovém případě je někdy možné upravit konektor SCARTu tak, aby fungoval.
Herní konzole prodávané v oblastech s normou PAL obvykle nedisponují S-Videem. Brzy konzole přišly s RF adaptéry a velmi zřídka (na televizorech PAL) s RCA video jackem s kompozitním videem. Nintendo 64 byl zvláštní případ: Jak NTSC, tak PAL modely měly S-Video.
V USA a některých dalších zemích NTSC disponuje S-Videem většina videozařízení včetně televizorů a herních konzolí. Výjimkami jsou videorekordéry VHS a Beta.

## Konektory

### 4pinový mini-DIN
4pinový mini-DIN konektor je u S-Videa nejčastější. Stejný konektor byl použit u rozhraní Apple Desktop Bus. Další varianty konektorů obsahují sedmipinové konektory se zámkem používané na mnoha profesionálních S-VHS rekordérech a dvojitých Y a C BNC konektorech, které se často používají pro patch panely S-Videa. Y/C video monitory často používaly cinch konektory, které bylo možné přepínat mezi Y/C a kompozitním vstupem. Ačkoliv jsou konektory odlišné, signály Y/C jsou stále stejné.
Piny mini-DIN, nejsou příliš bytelné a často se ohýbají, následkem čehož může docházet k problikávání barev či úplné ztrátě signálu. Ohnutá vidlice může být ohnuta zpět, což však přináší riziko zničení.
Tyto konektory jsou vyrobeny tak, aby byly kompatibilní s konektory S-videa, ale navíc obsahují doplňkové funkce, jako je komponentní video, které lze vytáhnout pomocí redukce.

7pinový mini-DIN

### 7pinový mini-DIN
Nestandardní 7pinový mini-DIN konektor je použit u některých starších PC a Maců. Lze do něj připojit jak klasické S-Video, tak redukci pro komponentní video. Krom toho podporuje připojení specifické sběrnice I²C. Řazení pinů se ale výrobce od výrobce liší. V některých variantách je uzemněním posledního kolíku určeno, zda bude výstup S-Video nebo kompozitní video.

### 9pinový vstupně/výstupní konektor
9-pinové konektory se používají v systémech, které mají vstup a výstup v jednom konektoru. Opět neexistuje žádná forma standardu, takže je na výrobci, který kolík co přenáší. Existují dvě známé varianty použitého konektoru. Jak je patrné z obrázku výše přestože jsou signály S-Video na stejně pozicovaných kolících, ani jedna z variant konektoru s S-Videem fungovat nebude, i kdybychom z konektoru S-Videa odstranili klíč. Pravděpodobně by také při pokusu o připojení S-Videa došlo k mechanickému poškození kolíků.